# Giải mã mê cung: Thử nghiệm đất cháy
Giải mã mê cung: Thử nghiệm đất cháy, hay còn gọi tắt là Thử nghiệm đất cháy (tên tiếng Anh: Maze Runner: The Scorch Trials, hay còn gọi tắt là The Scorch Trials) một phim điện ảnh Mỹ 2015 dựa trên tiểu thuyết The Scorch Trials của James Dashner. Là phần kế tiếp của Giải mã mê cung 2014. Phim của đạo diễn Wes Ball, với kịch bản của T.S. Nowlin. 
Phim dự kiến được chọn khởi chiếu ở một số quốc gia trên thế giới từ 9 tháng 9 năm 2015 trong định dạng 2D, 3D, 4DX và được công chiếu tại Hoa Kỳ vào ngày 18 tháng 9 năm 2015.

## Nội dung
Bộ phim bắt đầu với chàng trai trẻ, Thomas, được thu nạp bởi Ava Paige (Patricia Clarkson) và quân đội từ tổ chức W.C.K.D., cùng với những đứa trẻ khác, sau khi bị mẹ bỏ rơi vì sự an toàn của cậu. Nhiều năm sau, ngay sau khi Gladers còn lại thoát khỏi mê cung, các Gladers, giờ là các tuôi tin - Thomas (Dylan O'Brien), 16 tuổi, và Teresa Agnes (Kaya Scodelario), 17 tuổi, nhân viên cũ của W.C.K.D. và người sáng tạo của Maze, Newt (Thomas Brodie Sangster), 16 tuổi, Minho (Ki Hồng Lee), một Keeper 17 tuổi của Runners, Frypan (Dexter Darden), một Keeper 16-17- tuổi của Cooks, và Winston (Alexander Flores), một thiếu niên Keeper của Slicers- được đưa đến một cơ sở của Janson (Aidan Gillen). Ông giải thích rằng cơ sở là một nơi trú ẩn an toàn, bảo vệ chúng khỏi W.C.K.D., virus Flare và các Clanks, và cung cấp cho họ quần áo, thực phẩm, vệ sinh, nơi những người sống sót khác của nhiều mê cung cũng có mặt. Thomas trở nên tò mò về các hoạt động của họ và quản lý để tìm hiểu những gì đang thực sự xảy ra đằng sau cánh cửa đóng kín. Với sự giúp đỡ từ Aris Jones (Jacob Lofland), mê sống sót đầu tiên kết thúc trong cơ sở, nó được tiết lộ rằng nhà lãnh đạo W.C.K.D. của Ava, vẫn còn sống và rằng ông Janson đang làm việc cho W.C.K.D., khi họ thảo luận về Thí nghiệm trên Immunes và Janson vẫn chưa tìm thấy The Right Arm, một nhóm kháng chiến nằm ở vùng núi. Các nhóm, bao gồm Aris, thoát cơ sở, như Janson lệnh W.C.K.D. mình quân đội để theo dõi họ, nơi họ tìm thấy chính mình trong thế giới bên ngoài vắng vẻ - the Scorch (vùng Đất Cháy).
Các nhóm đến một chợ bị bỏ hoang, nơi họ lần đầu tiên gặp phải với Cranks, con người bị thành xác sống bởi virus Flare. Trong quá trình này, Winston bị nhiễm bởi một trong số họ. Khi buổi sáng đến, họ thấy thành phố đã biến thành đống đổ nát và W.C.K.D. mà vẫn đang tìm kiếm cho họ. Winston nhiễm nặng hơn, buộc phần còn lại của nhóm rời khỏi anh ta một mình đến chết bằng cách bắn mình, ngăn chặn chuyển đổi. Khi nhóm tiếp tục mạo hiểm sa mạc cho đến một đêm, trong khi ngủ ở giữa sa mạc, Thomas tỉnh dậy và phát hiện ra nền văn minh từ xa. Như một cơn bão nổi lên, họ chạy tới một cơ sở bị bỏ rơi để tránh bão. Minho bị tấn công bởi những tia chớp, nhưng anh sống sót. Họ vào nơi này, chỉ để tìm ra rằng các cơ sở họ bước vào đầy Cranks bị giam bằng xích. Nhóm gặp Brenda (Rosa Salazar) và Jorge (Giancarlo Esposito), người dẫn đầu một nhóm nguy hiểm của những người sống sót và đã sử dụng các Cranks như chó bảo vệ. Khi cả hai thấy rằng nhóm đã đến từ W.C.K.D. và đang tìm kiếm các Right Arm, hai đồng ý đưa họ đến Right Arm, bỏ lại nhóm của những người sống sót. Một lúc sau, W.C.K.D., dẫn đầu bởi Janson, chỉ cho cơ sở bị phá hủy bởi chất nổ Jorge, tuy nhiên, Thomas và Brenda được bỏ lại phía sau như phần còn lại đã trốn thoát với Jorge. Thomas và Brenda quản lý để thoát khỏi Cranks, chỉ cho Brenda bị nhiễm bởi một Crank trong quá trình này. Thomas trải qua một đoạn hồi ức khi anh và Teresa đã làm việc cho W.C.K.D., trong đó Thomas cố gắng để cảnh báo Teresa kế hoạch W.C.K.D., chỉ cho hai được phân cách bằng quân W.C.K.D. của. Khi Thomas và Brenda tái hợp với phần còn lại của nhóm, Jorge interrogates Marcus (Alan Tudyk), một người sống sót bí mật làm cho W.C.K.D., tiết lộ nơi ở của The Right Arm.
Nhóm cuối cùng cũng đi đến các trại cứu trợ The Right Arm, nơi mà những người sống sót vô tội khác có mặt, và được chào đón bởi Vince (Barry Pepper), người dẫn đầu The Right Arm và chịu trách nhiệm về quyết định liệu họ có thể ở lại hay không. Khi Brenda nhiễm nặng hơn, Vince đe dọa bắn Brenda, chỉ để được dừng lại bởi Mary Cooper (Lili Taylor), một cựu W.C.K.D. nhà khoa học tiết lộ rằng Thomas đã cung cấp thông tin, chia sẻ tất cả các thông tin về hành vi của W.C.K.D.. Khi Mary ngừng nhiễm Brenda sử dụng enzymechữa bệnh, Mary giải thích rằng các enzyme chỉ có thể được thu hoạch từ cơ thể của hệ miễn dịch, không được sản xuất, và các lập luận về các phương pháp sản xuất thuốc chữa với khởi Ava dẫn Mary từ W.C.K.D. Buổi tối hôm đó, Teresa gọi W.C.K.D. tới vị trí của cô, tin rằng động cơ của W.C.K.D. là tốt, dẫn đến một cuộc phục kích bởi W.C.K.D. Ava và Janson đến và đối đầu với The Right Arm Ngay trước khi quân WCKD bắt sống sót cho thí nghiệm, bao gồm Minho, trong khi Janson bắn Mary chết. Sau khi Thomas và The Right Arm chống đỡ W.C.K.D., Ava, Janson và Teresa rút lui với những người sống sót của họ bị bắt như Thomas bất lực đứng nhìn máy bay cất cánh. Trong buổi sáng, chỉ có một người sống sót phần còn lại, với Thomas, Newt và Frypan là chỉ có ba người sống sót của nhóm A, và Harriet là người sống sót duy nhất của nhóm B, những người sống sót có vẻ như đã mất hy vọng. Thomas tập hợp những gì anh có thể mang như mang theo một ba lô cũng như tự vũ trang với một khẩu súng trường và quyết định cậu ấy sẽ trở lại xâm nhập W.C.K.D., cứu Minho, và chấm dứt Ava. Mặc dù Vince nghĩ anh ấy là điên lúc đầu, Harriet đồng ý rằng cô ấy sẽ không nhớ số báo thù. Bây giờ, tất cả mọi người trông Thomas khi họ chuẩn bị hạ W.C.K.D. bằng cách chiến đấu.

## Phân vai
- Dylan O'Brien vai Thomas
- Thomas Brodie-Sangster vai Newt
- Ki Hong Lee vai Minho
- Kaya Scodelario vai Teresa Agnes
- Rosa Salazar vai Brenda
- Jacob Lofland vai Aris Jones
- Giancarlo Esposito vai Jorge
- Aidan Gillen vai Janson
- Dexter Darden vai Frypan
- Alexander Flores vai Winston
- Barry Pepper vai Vince
- Lili Taylor vai Mary Cooper
- Alan Tudyk vai Marcus
- Patricia Clarkson vai Ava Paige
- Nathalie Emmanuel vai Harriet
- Katherine McNamara vai Sonya